# Branchenmix
Branchenmix ist im Handel die Mischung verschiedener Wirtschaftszweige in Einkaufszentren, Gewerbegebieten, Läden (Shop-in-shop), Warenhäusern und ganzen Stadtvierteln oder im Finanzwesen eine optimale Risikodiversifizierung eines Portfolios.

## Allgemeines
Ein guter Branchenmix verhindert allgemein Monostrukturen, so dass es auf eine ausreichende Diversifikation von Branchen in einer Region oder innerhalb eines Portfolios ankommt. Ein Branchenmix setzt mithin die Kombination von mindestens zwei Wirtschaftszweigen voraus und zielt auf optimale Polystrukturen ab. Dabei tragen verschiedene Faktoren wie Kaufkraft, soziales Milieu, Einzugsgebiet oder Erschließung zum Erfolg eines Wirtschaftsstandorts bei.
Branchenstrukturanalysen können vorhandene Monostrukturen aufdecken.

## Handel
Der Marktführer ECE Projektmanagement gibt den typischen Branchenmix eines innerstädtischen Einkaufszentrums mit Textilien von 40 %, Hardware (insbesondere Elektronik von 25 %), Lebensmittel mit 11 %, Sport und Schuhe 10 %, Gastronomie und Gesundheit je 6 % und Dienstleistungen mit 2 % der gesamten Verkaufsfläche an. Es muss mithin ein vielseitiges Waren- und Dienstleistungsangebot vorhanden sein. Verbraucher wollen im Einkaufszentrum einen möglichst großen Teil ihrer Kaufentscheidungen treffen können, wozu eine ausreichende Anzahl mehrerer Branchen erforderlich ist.
Der Branchenmix ermöglicht zudem auch „Kopplungsgewinne“ einzelner Anbieter. So suchen Fachgeschäfte der Nahrungs- und Genussmittelbranche ebenso die räumliche Nähe zueinander wie Apotheke/Drogerie/Parfümerie/Sanitätshaus oder Accessoire/Schmuck/Uhren, weil sich die Sortimente häufig ergänzen und unvollständige Komplemente darstellen (Synergieeffekte).
In einem Einkaufszentrum wird häufig auf einen Ankermieter abgestellt, an welchem sich der Branchenmix orientiert. Zudem entscheiden die unterschiedlichen Nutzungsarten im Objekt und in der Umgebung über den wirtschaftlichen Erfolg. Supermärkte werden beispielsweise oft mit Bäcker und Metzger im Eingangsbereich zusammen angeordnet (Store in the Store).
Ein guter Branchenmix beeinflusst positiv die Einstufung der Lage (Wohnlage, Geschäftslage) als Standortfaktor.

## Finanzwesen
Ein sich aus mehreren unterschiedlichen Finanzprodukten zusammensetzendes Portfolio (vom Wertpapierdepot eines Privatanlegers über das Sondervermögen einer Investmentgesellschaft bis zum Kreditportfolio eines Kreditinstituts) muss eine breite Streuung von Finanzprodukten aufweisen. Das gilt insbesondere für Aktien und Aktienfonds, aber auch für Anleihen und Rentenfonds. Je spezifischer das Portfolio oder der Fonds (Filmfonds, Schiffsfonds) ist, umso einseitiger (undiversifizierter) ist das Risiko. Die Streuung eines Kreditportfolios wird im Bankwesen erreicht durch hohe Granularität unter Vermeidung von Klumpenrisiken.
Investmentgesellschaften und Kapitalanlagegesellschaften dürfen Gelder nur nach dem Grundsatz der Risikomischung anlegen (so u. a. § 110, § 214, § 243 KAGB), worunter eine Risikodiversifizierung zu verstehen ist. Ähnlich gehen auch Hedgefonds vor, wobei für Dachhedgefonds nach § 225 KAGB ebenfalls risikobegrenzende Anlagevorschriften vorhanden sind.
Auch Versicherungsunternehmen haben ihr Sicherungsvermögen nach den Grundsätzen von Mischung (quantitative Beschränkung einzelner Kapitalanlagearten) und Streuung (auf verschiedene Schuldner) anzulegen. Die Anlageverordnung (AnlV) listet die zulässigen Anlageformen auf (§ 2 AnlV), fordert die Beachtung spezieller Mischungsquoten (§ 3 AnlV), enthält Streuungsvorschriften (§ 4 AnlV) und verlangt die Einhaltung der Kongruenzregeln (§ 5 AnlV). Eine Streuung der versicherten Risiken kann unter anderem durch Vermeidung von Kumulrisiken oder Rückversicherung erreicht werden.
Mit der optimalen Streuung solcher Portfolios befassen sich unter anderem die Portfoliotheorien, die eine diversifizierte Asset Allocation propagieren. Diese legt fest, welche Mischung in einem Portfolio zugrunde gelegt wird. Diese Risikostreuung wird von Fondsmanagern durch Risikodiversifizierung erreicht. Sie reduziert oder eliminiert das unsystematische Risiko, während das systematische Risiko übrigbleibt. Von Bedeutung ist auch, dass die Märkte mehrerer Branchen möglichst unabhängig voneinander funktionieren sollten, also möglichst kein Branchenmix von Automobilherstellern und deren Zulieferern (idiosynkratisches Risiko). Bei internationalen Portfolios oder Fonds ist auch die Streuung nach Staaten zu berücksichtigen.

## Kommunen
Auf Gemeindeebene muss die Konversion in der Kommunalwirtschaft für eine Anpassung der kommunalen Infrastruktur an größere Veränderungen der Einwohnerzahl,  Bevölkerungsstruktur oder Wirtschaftsstruktur sorgen.

## Abweichungen
Eine Abweichung vom optimalen Branchennmix liegt vor, wenn das Portfolio eine Über- oder Untergewichtung einzelner Branchen, Finanzinstrumente oder Staaten aufweist, so dass ein eigenständiges Finanzrisiko besteht. Welcher Branchenmix optimal ist, kann nicht allgemein dargestellt werden und ist von Land zu Land unterschiedlich. Aus ökonomischer Sicht sollten Zukunftsbranchen wie Biotechnologie, Gentechnik, Informationstechnik, Multimedia und Telekommunikation sowie Schlüsselindustrien sinnvoll miteinander kombiniert werden, wobei auf eine ausgewogene Mischung zu achten ist.